# Galium glaucophyllum
Galium glaucophyllum är en måreväxtart som beskrevs av Emil Schmid. Galium glaucophyllum ingår i släktet måror, och familjen måreväxter.
Artens utbredningsområde är Sardinien. Inga underarter finns listade i Catalogue of Life.